# Verdaguer (métro de Barcelone)
Pour les articles homonymes, voir Verdaguer.
Verdaguer est une station des lignes 4 et 5 du métro de Barcelone. Elle est située dans le district Eixample de Barcelone, en Catalogne.

## Histoire
La station a été ouverte en 1970 et ne concernait initialement que la ligne L4 du métro de Barcelone. L'ouverture de la station sur la ligne L5 s'est faite en 1973. La station s'est appelée General Mola jusqu'en 1982 avant de prendre le nom du poète Jacint Verdaguer.